# Schweinchen Dick legt ein Ei
Schweinchen Dick legt ein Ei (Originaltitel: Swooner Crooner) ist ein US-amerikanischer animierter Kurzfilm von Frank Tashlin aus dem Jahr 1944.

## Handlung
Schweinchen Dick ist der Betreiber der Flockheed Eggcraft Factory, die während des Zweiten Weltkriegs Eier in alle Welt versendet. Jeden Tag erscheinen pünktlich Dutzende Hennen, die die Eier legen, die wiederum anschließend poliert und verpackt werden.
Der Tagesablauf wird gestört, als auf dem Gelände der schmächtige Hahn Frankie auf einer kleinen Bühne As Time Goes By singt. Die Hennen vergessen ihre Arbeit, scharen sich um die Bühne und fallen schließlich in Ohnmacht. Schweinchen Dick inseriert in der Zeitung, dass er einen neuen Crooner sucht, der nicht zuletzt die Eierproduktion bei den Hennen mit seinem Gesang steigern und sie nicht ohnmächtig und damit arbeitsunfähig machen soll. Nach zahlreichen Vorsängern erscheint The Old Groaner, ein pummeliger Hahn, der nun in Konkurrenz mit Frankie tritt.
Die Eierproduktion der Hennen, die nun zwischen zwei Croonern stehen, steigt in kürzester Zeit enorm. Am Ende steht Schweinchen Dick zwischen riesigen Eierbergen. Er fragt beide Hähne, wie sie es anstellen, die Eierproduktion bei den Hennen derart anzuregen. Beide singen ihm vor und auch Schweinchen Dick legt plötzlich Eier.

## Produktion
Der Film kam am 6. Mai 1944 als Teil der Warner-Bros-Trickfilmserie Looney Tunes in Technicolor in die Kinos. Am 12. Februar 1949 wurde er als Teil der Merrie-Melodies-Serie wiederveröffentlicht. Der Hahn Frankie ist eine Karikatur von Frank Sinatra, während der „Old Groaner“ Bing Crosby darstellt. Schweinchen Dick wird von Mel Blanc gesprochen.

## Auszeichnungen
Der Film wurde 1945 für einen Oscar in der Kategorie „Bester animierter Kurzfilm“ nominiert, konnte sich jedoch nicht gegen Tom bildet sich durchsetzen.